# San Francisco, Macuspana
San Francisco är en ort i Mexiko.   Den ligger i kommunen Macuspana och delstaten Tabasco, i den sydöstra delen av landet, 700 km öster om huvudstaden Mexico City. San Francisco ligger 27 meter över havet och antalet invånare är 321.
Terrängen runt San Francisco är mycket platt. Runt San Francisco är det ganska tätbefolkat, med 67 invånare per kvadratkilometer. Närmaste större samhälle är Macuspana, 8,6 km sydväst om San Francisco. Trakten runt San Francisco består till största delen av jordbruksmark.